# Graner de l'Almodí
El graner de l'Almodí del municipi de Llucena (Província de Castelló) situat en les proximitats de les eres sobre el que se suposa era l'Era de la Vila i data del segle xviii.
Aquest edifici substituiria al primitiu graner municipal situat a la Plaça i constituïa el dipòsit de gra de l'Almodí que era una institució creada en tot Espanya per real ordre de 1753. Aquesta nova institució vindria a ser l'equivalent -en l'àmbit de tota la monarquia- del vell graner o almodí medieval valencià. Ella era l'encarregada de mantenir apilament de grans, per prestar-los, com a llavor, en condicions mòdiques als pagesos i veïns. Durant el Segle VIII aquests Almodins van ser  reglamentats a consciència, tal com pot veure's en l'àmplia sèrie documental existent sobre aquest tema en l'arxiu municipal.
D'aquest edifici no es coneix pràcticament gens. Ni quan es va fer ni amb quina finalitat. L'única referència que es posseeix, i no és segur que sigui sobre aquest edifici - encara que si el més probable - és de durant la Guerra de la Independència. Concretament de 1813. D'aquest any data un document on es diu que un determinat carregament de blat, "es va manar conduir al Graner de la vila que té a la Casa de l'Hospital". Si aquesta casa hospital fos el Graner, s'explicaria, per exemple, aquest pis superior que té, que seria el lloc on estaria situat l'hospital, mentre que la planta baixa es dedicaria a magatzem de grans. De fet, aquest pis superior, que durant molts anys es va usar com a escola i com a guarderia infantil, no es correspon a la idea que es té d'un graner, però sí a la d'un antic hospital de caritat.
L'hospital - de ser certa la interpretació que es fa del document -, hauria passat d'estar a l'ajuntament medieval, al graner - hospital al segle xviii. Allí romandria fins que, a mitjan segle xix, després de la guerra carlista, seria traslladat a l'edifici annex a l'ermita de Sant Antoni.